# Список міжнародно-правових документів у галузі інтелектуальної власності
Міжнародні угоди у сфері інтелектуальної власності наведені нижче. Цей список не є вичерпним.
| Дата підписання   | Дата набуття чинності | Назва українською мовою                                                                                                  | Оригінальна назва | Місто        | Підгалузь               |
| ----------------- | --------------------- | --- | --- | ------------ | ----------------------- |
| 1883, 20 березня  | 1883, 20 березня      | Паризька конвенція про охорону промислової власності                                                                     | Paris Convention for the Protection of Industrial Property                                                                          | Париж        | Загальні питання        |
| 1886, 9 вересня   | 1886, 9 вересня       | Бернська конвенція про охорону літературних і художніх творів                                                            | Berne Convention for the Protection of Literary and Artistic Works                                                                  | Берн         | Авторське право         |
| 1891, 14 квітня   | 1891, 14 квітня       | Мадридська угода про міжнародну реєстрацію знаків                                                                        | Madrid Agreement Concerning the International Registration of Marks                                                                 | Мадрид       | Засоби індивідуалізації |
| 1891, 14 квітня   | 1891, 14 квітня       | Мадридська угода про припинення неправдивих або оманливих вказівок походження товарів                                    | Madrid Agreement for the Repression of False or Deceptive Indications of Source on Goods                                            | Мадрид       | Засоби індивідуалізації |
| 1910, 4 травня    | 1910, 4 травня        | Угода про придушення обігу соромітливих публікацій                                                                       | Agreement for the Suppression of the Circulation of Obscene Publications                                                            | Париж        | Суміжні права           |
| 1910, 11 квітня   | 1910, 11 квітня       | Конвенція про авторське право на літературні та художні твори (Буенос-Айреська конвенція)                                | Buenos Aires Convention (Convention on Literary and Artistic Copyrights)                                                            | Буенос-Айрес | Авторське право         |
| 1923, 12 вересня  | 1924, 7 серпня        | Конвенція про придушення обігу та продажу соромітливих публікацій                                                        | Convention for the Suppression of the Circulation and Traffle in Obscene Publications                                               | Женева       | Суміжні права           |
| 1925, 6 листопада | 1925, 6 листопада     | Гаазька угода про міжнародне депонування промислових зразків                                                             | Hague Agreement Concerning the International Deposit of Industrial Designs                                                          | Гааґа        | Патентне право          |
| 1952, 6 вересня   | 1952, 6 вересня       | Всесвітня конвенція про авторське право (Женевська конвенція)                                                            | Universal Copyright Convention | Женева       | Авторське право         |
| 1957, 15 червня   | 1957, 15 червня       | Ніццька угода про Міжнародну класифікацію товарів та послуг для цілей реєстрації знаків                                  | Nice Agreement Concerning the International Classification of Goods and Services for the Purposes of the Registration of Marks      | Ніцца        | Засоби індивідуалізації |
| 1958, 31 жовтня   | 1958, 31 жовтня       | Лісабонська угода про найменування місць походження та їх міжнародну реєстрацію                                          | Lisbon Agreement for the Protection of Appelations of Origin and their International Registration                                   | Лісабон      | Засоби індивідуалізації |
| 1961, 26 жовтня   | 1964, 18 травня       | Міжнародна конвенція про охорону інтересів виконавців, виробників фонограм і організацій мовлення (Римська конвенція)    | International Convention for the Protection of Performers, Producers of Phonograms and Broadcasting Organizations (Rome Convention) | Рим          | Суміжні права           |
| 1961, 2 грудня    | 1961, 2 грудня        | Міжнародна конвенція з охорони нових сортів рослин                                                                       | International Convention for the Protection of New Varieties of Plants                                                              | Женева       | Нетрадиційні об'єкти    |
| 1968, 8 жовтня    | 1968, 8 жовтня        | Локарнська угода про встановлення Міжнародної класифікації промислових зразків                                           | Locarno Agreement Establishing an International Classification for Industrial Designs                                               | Локарно      | Патентне право          |
| 1970, 19 червня   | 1970, 19 червня       | Договір про патентну кооперацію                                                                                          | Patent Cooperation Treaty (PCT) | Вашингтон    | Патентне право          |
| 1971, 24 березня  | 1971, 24 березня      | Страсбурзька угода про міжнародну патентну класифікацію                                                                  | Strasbourg Agreement Concerning the International Patent Classification                                                             | Страсбург    | Патентне право          |
| 1971, 29 жовтня   | 1971, 29 жовтня       | Конвенція про охорону виробників фонограм від несанкціонованого тиражування їх фонограм (Женевська конвенція)            | Convention for the Protection of Producers of Phonograms Against Unauthorized Duplication of Their Phonograms (Geneva Convention)   | Женева       | Суміжні права           |
| 1973, 12 червня   | 1973, 12 червня       | Віденська угода про встановлення міжнародної класифікації зображувальних елементів знаків                                | Vienna Agreement Establishing an International Classification of the Figurative Element of Marks                                    | Відень       | Засоби індивідуалізації |
| 1973, 5 жовтня    | 1973, 5 жовтня        | Конвенція про видачу європейських патентів (Європейська патентна конвенція)                                              | Convention on the Grant of European Patents (European Patent Convention)                                                            | Мюнхен       | Патентне право          |
| 1974, 21 травня   | 1979, 25 серпня       | Конвенція про поширення сигналів, що несуть програми, які передаються супутниками (Брюссельська конвенція про супутники) | Convention Relating to the Distribution of Programme-Carrying Signals Transmitted by Satellites (Brussels Satellite Convention)     | Брюссель     | Суміжні права           |
| 1975, 15 грудня   | 1975, 15 грудня       | Конвенція про європейський патент для спільного ринку (Конвенція про патенти європейського співтовариства)               | Convention on the European Patent for the Common Market                                                                             | Люксембург   | Патентне право          |
| 1977, 28 квітня   | 1977, 28 квітня       | Будапештський договір про міжнародне визнання депонування мікроорганізмів для цілей патентної процедури                  | Budapest Treaty on the International Recognition of the Deposit of Microorganisms for the Purposes of Patent Procedure              | Будапешт     | Патентне право          |
| 1979, 13 грудня   | 1979, 13 грудня       | Багатостороння конвенція з уникнення подвійного оподаткування роялті на об'єкти авторського права                        | Multilateral Convention for the Avoidance of Double Taxation of Copyright Royalties                                                 | Мадрид       | Авторське право         |
| 1981, 26 вересня  | 1981, 26 вересня      | Найробський договір про охорону олімпійського символу                                                                    | Nairobi Treaty on the Protection of the Olympic Symbol                                                                              | Найробі      | Авторське право         |
| 1989, 18 квітня   | 1989, 18 квітня       | Договір про міжнародну реєстрацію аудіовізуальних творів                                                                 | Treaty on the International Registration of Audiovisual Works                                                                       | Женева       | Авторське право         |
| 1989, 28 червня   | 1989, 28 червня       | Протокол до Мадридської угоди про міжнародну реєстрацію знаків                                                           | Protocol Relating to the Madrid Agreement Concerning the International Registration of Marks                                        | Мадрид       | Засоби індивідуалізації |
| 1989, 26 травня   | 1989, 26 травня       | Вашингтонський договір про інтелектуальну власність щодо інтегральних схем                                               | Washington Treaty on Intellectual Property in Respect of Integrated Circuits                                                        | Вашингтон    | Нетрадиційні об'єкти    |
| 1994, 15 квітня   | 1994, 15 квітня       | Угода щодо торговельних аспектів прав інтелектуальної власності (ТРІПС)                                                  | Agreement on Trade-Related Aspects of Intellectual Property Rights (TRIPS)                                                          | Маракеш      | Загальні питання        |
| 1994, 9 вересня   | 1994, 9 вересня       | Євразійська патентна конвенція                                                                                           | Евразийская патентная конвенция | Москва       | Патентне право          |
| 1994, 28 жовтня   | 1994, 28 жовтня       | Договір про закони щодо торговельних марок                                                                               | Trademark Law Treaty | Женева       | Засоби індивідуалізації |
| 1996, 20 грудня   | 1996, 20 грудня       | Договір ВОІВ про авторське право                                                                                         | WIPO Copyright Treaty | Женева       | Авторське право         |
| 1996, 20 грудня   | 1996, 20 грудня       | Договір ВОІВ про виконання і фонограми                                                                                   | WIPO Performances and Phonograms Treaty                                                                                             | Женева       | Суміжні права           |
| 2000, 1 червня    | 2005, 28 квітня       | Договір про патентне право                                                                                               | Patent Law Treaty | Женева       | Патентне право          |